# Anna Sisková
Anna Sisková, née le 1er juillet 2001, en République Tchèque, est une joueuse tchèque de tennis. Elle est la fille de l'ancienne joueuse professionnelle Kateřina Kroupová (connue ensuite sous le nom de Kateřina Sisková après son mariage en 2000).

## Carrière professionnelle
Anna Sisková commence sa carrière sur le circuit ITF en 2016. Elle a remporté, à ce jour, 3 titres en simple et 21 en double.
En 2023, elle commence à obtenir en double des résultats significatifs sur le circuit WTA : elle parvient en finale du tournoi WTA 125 de Makarska puis du tournoi WTA 250 de Budapest.
Le 10 septembre 2023, elle remporte en double avec la Polonaise Katarzyna Kawa le tournoi WTA 125 de Bari.

## Palmarès

### Titre en double dames
| No | Date       | Nom et lieu du tournoi        | Catégorie | Dotation  | Surface    | Partenaire    | Finalistes                            | Score    |          |
| -- | ---------- | ----------------------------- | --------- | --------- | ---------- | ------------- | ------------------------------------- | -------- | -------- |
| 1  | 03-02-2025 | Transylvania Open Cluj-Napoca | WTA 250   | 275 094 $ | Dur (int.) | Magali Kempen | Jaqueline Cristian Angelica Moratelli | 6-3, 6-1 | Parcours |

### Finale en double dames
| No | Date       | Nom et lieu du tournoi        | Catégorie | Dotation  | Surface      | Vainqueures                   | Partenaire  | Score            |          |
| -- | ---------- | ----------------------------- | --------- | --------- | ------------ | ----------------------------- | ----------- | ---------------- | -------- |
| 1  | 17-07-2023 | Hungarian Grand Prix Budapest | WTA 250   | 259 303 $ | Terre (ext.) | Katarzyna Piter Fanny Stollár | Jessie Aney | 6-2, 4-6, [10-4] | Parcours |

### Titres en double en WTA 125
| No | Date       | Nom et lieu du tournoi                                   | Catégorie | Dotation  | Surface      | Partenaire          | Finalistes                           | Score     |          |
| -- | ---------- | -------------------------------------------------------- | --------- | --------- | ------------ | ------------------- | ------------------------------------ | --------- | -------- |
| 1  | 04-09-2023 | Open delle Puglie Bari                                   | WTA 125   | 115 000 $ | Terre (ext.) | Katarzyna Kawa      | V. Grammatikopoúlou Elixane Lechemia | 6-1, 6-2  | Parcours |
| 2  | 01-04-2024 | Open Internacional Femeni Solgironès La Bisbal d'Empordà | WTA 125   | 115 000 $ | Terre (ext.) | Miriam Kolodziejová | Tímea Babos Dalma Gálfi              | Forfait   | Parcours |
| 3  | 31-03-2025 | Open Internacional Femeni Solgironès La Bisbal d'Empordà | WTA 125   | 115 000 $ | Terre (ext.) | Magali Kempen       | Darja Semeņistaja Nina Stojanović    | 7-61, 6-1 | Parcours |

### Finales en double en WTA 125
| No | Date       | Nom et lieu du tournoi                        | Catégorie | Dotation  | Surface      | Vainqueures                          | Partenaire          | Score     |          |
| -- | ---------- | --------------------------------------------- | --------- | --------- | ------------ | ------------------------------------ | ------------------- | --------- | -------- |
| 1  | 05-06-2023 | Makarska International Championships Makarska | WTA 125   | 115 000 $ | Terre (ext.) | Ingrid Neel Wu Fang-hsien            | Renata Voráčová     | 6-3, 7-5  | Parcours |
| 2  | 11-09-2023 | Țiriac Foundation Trophy Bucarest             | WTA 125   | 115 000 $ | Terre (ext.) | Angelica Moratelli Camilla Rosatello | V. Grammatikopoúlou | 7-5, 6-4  | Parcours |
| 3  | 17-06-2024 | Veneto Open Gaiba                             | WTA 125   | 115 000 $ | Gazon (ext.) | Hailey Baptiste Alycia Parks         | Miriam Kolodziejová | 7-64, 6-2 | Parcours |

## Parcours en Grand Chelem

### En simple dames
| Année | Open d'Australie | Open d'Australie | Internationaux de France | Internationaux de France | Wimbledon | Wimbledon      | US Open | US Open |
| ----- | ---------------- | ---------------- | ------------------------ | ------------------------ | --------- | -------------- | ------- | ------- |
| 2022  | —                | —                | —                        | —                        | Q1        | Louisa Chirico | —       | —       |

N.B. : à droite du résultat se trouve le nom de l'ultime adversaire.

### En double dames
| 2024 | —                                                                                    | —                                                                                   | 2e tour (1/16) M. Kolodziejová \|\| style="text-align:left;" \| C. Gauff K. Siniaková | 2e tour (1/16) M. Kolodziejová \|\| style="text-align:left;" \| S. Errani J. Paolini | 2e tour (1/16) M. Lumsden \|\| style="text-align:left;" \| S. Kenin B. Mattek-Sands |
| 2025 | 2e tour (1/16) M. Lumsden \|\| style="text-align:left;" \| G. Dabrowski E. Routliffe | 1/8 de finale K. Rakhimova \|\| style="text-align:left;" \| I.-C. Begu Y. Wickmayer | 2e tour (1/16) K. Rakhimova \|\| style="text-align:left;" \| S. Cîrstea A. Kalinskaya |                                                                                      |                                                                                     |

N.B. : le nom de la partenaire se trouve sous le résultat ; le nom des ultimes adversaires se trouve à droite.

## Classements WTA en fin de saison
| Année          | 2017 | 2018 | 2019 | 2020 | 2021 | 2022 | 2023 | 2024 |
| Rang en simple | 1081 | 778  | 570  | 556  | 271  | 338  | 342  | 623  |
| Rang en double | 1194 | 856  | 774  | 658  | 264  | 170  | 89   | 79   |

Source : (en) Classements de Anna Sisková sur le site officiel de la Fédération internationale de tennis